# Halucinogeno trovanje ribom
Halucinogeno trovanje ribom ili  ihtioalieinotoksizam je retka vrsta trovanja hranom koja se javlja nakon uzimanja određene vrste ribe. Odgovorni toksini su nepoznati, a kliničku sliku karakteriše razvoj poremećaja CNS-a, posebno halucinacija i noćnih mora. S obzirom na to da se pojedine vrste ribe takođe mogu povezati sa trovanjem ciguaterom, može doći do zabune između dve intoksikacije koje se prenose ribom.
Trovanje može biti izazvano vrstama riba koje proizvode halucinogene učinke kada se konzumiraju kao hrana npr Sarpa salpa, vrstom orade, za koju se tvrdi da je halucinogena.

## Rasprostranjenost
Halucinogene ribe su široko rasprostranjene obalne ribe koje se obično nalaze u Sredozemlju, oko Španije i duž zapadne i južne obale Afrike. Povremeno se javljaju i u britanskim vodama. 

## Patofiziologija
Ako se jedu, ove ribe mogu izazvati halucinogene učinke slične LSD drogi. Međutim, na osnovu izveštaja njihovo toksično dejstvo više nalikuje dejstvu halucinogena, delirijanata nego učincima serotonergičnih psihodelika kao što je LSD.  Tako su npr. dvojica muškaraca koji su 2006. godine jeli ribu doživela nekoliko dana halucinacije (učinak uobičajen kod nekih delirijanata koji se javljaju u prirodi). Pojava halucinacija u mnogome zavisi i od sezone.    
Ostale vrste za koje se tvrdi da su sposobne proizvesti halucinacije uključuju nekoliko vrsta morskog klena iz roda Kyphosus . I dalje je nejasno da li toksine produkuju same ribe ili morske alge koje one koriste u ishrani. Ostale halucinogene ribe su Siganus spinus, zvana "riba koja opija" na ostrvu Reinion i Mulloidichthys flavolineatus (nekada Mulloidichthys samoensis), zvani "glavni duhovi "na Havajima. 

### Uzrok halucinacija
Većina istraživača smatra da halucinirajuća svojstva ovih riba potiču od planktona koji jedu ribe. Plankton ima vrlo male količine otrova, ali ribe koje pojedu veliku količinu ovih planktona mogu razviti ovu vrstu trovanja.
Neke ribe mogu postati halucinogene nakon ispaše Caulerpa prolifera, vrsti zelene alge koja formira gusta korita na plitkim peščanim područjima, ili Posidonia oceanica, morske trave koja živi na livadama duž mediteranske obale.
Aktivno sredstvo koje uzrokuje halucinacije kod ljudi i poreklo tih sredstava, nisu jasni. Neki autori misle da potiču od toksina povezanih s makroalgama koji se nakupljaju u mesu ribe. U ovaj pproces su upleteni i toksini iz zelenih algi Caulerpa prolifera u Sredozemnom moru, kao i morska trava Posidonia oceanica. Kada biljojedi jedu lišće morske trave, one unose epifite alge i otrovne dinoflagelate koji žive na lišću morske trave. Nemački antropolog Christian Rätsch koji misli da bi riba iz snova (Sarpa salpa) mogla sadržavati halucinogen DMT, i trovawe ovako obrazlaže: 
"Nekoliko novinara pojelo je ribu iz snova i opisalo njihove čudne učinke. Najpoznatiji korisnik je Joe Roberts, fotograf za časopis National Geographic, koji je probao ribu iz snova 1960.  godine. Nakon što je pojeo ovaj delikatesu doživio je intenzivne halucinacije sa naučno-fantastičnom temom koja je uključivala futuristička vozila, slike istraživanja svemira i spomenike koji obeležavaju prva putovanja čoveka u svemir.
Ihtiolioeinotoksicizam ili hationeotokulizam, je klinički je sindrom koji se odnosi na halucinogeno opijenost uznemirujuće prirode koja može nastati konzumiranjem halucinogenih riba. Karakteriše se "psihološkim poremećajima halucinacijama i depresijom. Mogu se javiti gastrointestinalni poremećaji". 
"Ihtiolioeinotoksizam je vrsta ihtizarkotoksizma (trovanje ribljim mesom) odgovorna za neobične kliničke znake: to je jedinstveni slučaj ihtiotoksičnosti centralnog nervnog sistema. Najčešći znakovi su vrtoglavica, gubitak koordinacije i halucinacije. "
- Neke vrste zelenih algi kojima se hrane pojedine vrste riba i tako unose toksine koji se nakupljaju u njihovom telu
- Caulerpa prolifera
- Posidonia oceanica

## Halucinogene vrste
| Riblje vrste prijavljene kao halucinogene | Riblje vrste prijavljene kao halucinogene | Riblje vrste prijavljene kao halucinogene | Riblje vrste prijavljene kao halucinogene | Riblje vrste prijavljene kao halucinogene | Riblje vrste prijavljene kao halucinogene | Riblje vrste prijavljene kao halucinogene | Riblje vrste prijavljene kao halucinogene                                 | Riblje vrste prijavljene kao halucinogene |
| Dijeta                                    | Porodica                                  | Slika                                     | Vrste                                     | Često ime                                 | Мaksimalna dužina                         | Prijavljene lokacije                      | Napomene                                                                  | Drugi izvori                              |
| ----------------------------------------- | ----------------------------------------- | ----------------------------------------- | ----------------------------------------- | ----------------------------------------- | ----------------------------------------- | ----------------------------------------- | ------------------------------------------------------------------------- | ----------------------------------------- |
| Biljojedi                                 | Klovn i damastije                         |                                           | Abudefduf septemfasciatus                 | Dvojni narednik                           | 23 cm                                     | Gilbertova ostrva                         |                                                                           | [ 5 ] [ 6 ]                               |
| Biljojedi                                 | Zec                                       |                                           | Siganus argenteus                         | Rafinirano kralježničko stopalo           | 40 cm                                     | Mauricijus                                |                                                                           | [ 8 ] [ 9 ]                               |
| Biljojedi                                 | Zec                                       |                                           | Siganus corallinus                        | Noga kralježnice s plavim pegama          | 35 cm                                     | Mauricijus                                |                                                                           | [ 10 ] [ 11 ]                             |
| Biljojedi                                 | Zec                                       |                                           | Siganus luridus                           | Sumračna noga kralježnice                 | 30 cm                                     | Izrael                                    |                                                                           | [ 14 ] [ 15 ]                             |
| Biljojedi                                 | Zec                                       |                                           | Siganus rivulatus                         | Mermerna noga kralježnice                 | 27 cm                                     | Mauricijus Israel (suspected)             |                                                                           | [ 17 ] [ 18 ]                             |
| Biljojedi                                 | Zec                                       |                                           | Siganus spinus                            | Mala kralježnica                          | 28 cm                                     | Reinion                                   |                                                                           | [ 20 ] [ 21 ]                             |
| Biljojedi                                 | Orade                                     |                                           | Sarpa salpa                               | Salema                                    | 51 cm                                     | Tunis France Israel                       |                                                                           | [ 25 ] [ 26 ]                             |
| Biljojedi                                 | Morski klen                               |                                           | Kyphosus cinerascens                      | Plavi morski klen                         | 50 cm                                     | Havaji                                    |                                                                           | [ 28 ] [ 29 ]                             |
| Biljojedi                                 | Morski klen                               |                                           | Kyphosus vaigiensis                       | Mesnati klen                              | 70 cm                                     | Havaji                                    |                                                                           | [ 30 ] [ 31 ]                             |
| Biljojedi                                 | Morski klen                               |                                           | Kyphosus bigibbus                         | Smeđi klen                                | 75 cm                                     | Norfolk Island                            | Formerly Kyphosus fuscus                                                  | [ 33 ] [ 34 ]                             |
| Biljojedi                                 | Riba hirurg                               |                                           | Acanthurus triostegus                     | Osuđena hirurgica                         | 27 cm                                     | Havaji                                    |                                                                           | [ 35 ] [ 36 ]                             |
| Svaštojedi                                | Kozja riba                                |                                           | Mulloidichthys flavolineatus              | Žuta prugasta kozja riba                  | 43 cm                                     | Havaji                                    | Formerly Mulloidichthys samoensis. Called "the chief of ghosts" in Hawaii | [ 41 ] [ 42 ]                             |
| Svaštojedi                                | Kozja riba                                |                                           | Upeneus taeniopterus                      | Finstrip kozja riba                       | 33 cm                                     | Havaji                                    | Formerly Upeneus arge                                                     | [ 44 ] [ 45 ]                             |
| Svaštojedi                                | Mullet                                    |                                           | Mugil cephalus                            | Sivi cipal sa ravnom glavom               | 100 cm                                    | Havaji                                    |                                                                           | [ 46 ] [ 47 ]                             |
| Svaštojedi                                | Mullet                                    |                                           | Neomyxus leuciscus                        | Čeljustni cipal                           | 46 cm                                     | Havaji                                    | Formerly Neomyxus chaptalli                                               | [ 48 ] [ 49 ]                             |
| Mesožderi                                 | Škarpina                                  |                                           | Epinephelus corallicola                   | Koralna škarpina                          | 49 cm                                     | Gilbertova ostrva                         |                                                                           | [ 50 ] [ 51 ]                             |

## Ihtiolioeinotoksizam
Ihtiolioeinotoksizam može nastati ako se pojede meso ili glava ribe u kojima je otrov navodno koncentrovan. Ova biotoksičnost je sporadična i nepredvidljiva u svojoj pojavi. Otrov utiče prvenstveno na centralni nervni sistem. 
Simptomi trovanja se mogu razviti u roku od nekoliko minuta do 2 sata i trajati 24 sata ili duže. Simptomi i znaci trovanja su:
- vrtoglavica,

- gubitak ravnoteže,

- nedostatak motoričke koordinacije,

- halucinacije,

- mentalna depresija.

Karakterističan deo kliničke slike su i pritužlbe otrovne osobe poput  "neko sedi na mojim grudima", ili postoji osjećaj čvrstoće oko prsa, što kod pacijenta stvara osećaj da će umrijeti ili neka druga zastrašujuća maštarije. Ostale se pritužbe sastoje od:
- svrbež
- pečenja grla,
- mišićne slabosti i
- stomačne smetnje.

Uobičajeni postupci kuvanja ne uništavaju otrov. Nisu evidentirani smrtni slučajevi, a u poređenju sa drugim oblicima ihtiosarkotoksizma, halucinogeno trovanje ribom relativno je slabo izraženo.

## Psihodelična riba
Nasuprot halucinogenih riba postoje i psihodelične ribe koja proizvode halucinacije koje nastaju stimulacijom ili suzbijanjem aktivnosti neurotransmitera na koji su hemijski slične. Ovo uzrokuje privremenu hemijsku neravnotežu u mozgu, što izaziva halucinacije i druge efekte, kao što je euforija. Prema tome ako se pojedu ove ribe njihovo dejstvo izgleda kao da je proizvod psihodelične halucinacije.
- Neke od psihodeličnih riba
- Psychedelic frogfish
- Synchiropus splendidus
- Psychedelic mandarin

## Literatura
- Halstead, B. W. (1988). Poisonous and venomous marine animals. Princetown, NJ: Darwin Press Inc. стр. 683—686..
- Château-Degat ML. (2003). „Les toxines marines: problèmes de santé en émer-gence”. Vertigo. 4 (1): 1—11.
- Helfrich, P.; Banner, A. (1960). „Hallucinatory Mullet poisoning”. J Trop Med Hyg. 1: 86—89.
- Chevaldonne, P. (1990). „Ciguatera and the saupe, Sarpa salpa, in the Mediterra-nean: a possible misinterpretation”. J Fish Biol. 37 (3): 503—504. Bibcode:1990JFBio..37..503C. doi:10.1111/j.1095-8649.1990.tb05883.x.
- Spanier E, Finkelstein Y, Raikhlin-Eisenkraft B. „Toxicity of the saupe,Sarpa salpa (Linnaeus, 1758), on the Mediterranean coast of Israel.”. J FishBiol. 34: 635—636. 1989.
- Raikhlin-Eisenkraft, B.; Finkelstein, Y.; Spanier, E. (1988). „Ciguatera-like poisoningin the Mediterranean”. Vet Hum Toxicol. 30 (6): 582—583. PMID 3245127.
- Raikhlin-Eisenkraft B, Bentur Y (2002). „ourceof ciguatera poisoning”. Isr Med Assoc J. 4: 28—30..

## Spoljašnje veze
|  | Molimo Vas, obratite pažnju na važno upozorenje u vezi sa temama iz oblasti medicine (zdravlja). |